# 바이마르 바우하우스 대학교
바이마르 바우하우스 대학교(Bauhaus-Universität Weimar)는 독일 튀링겐주 바이마르에 위치한 공립 대학교이다. 대학교의 역사는 작센-바이마르-아이제나흐의 대공이었던 카를 알렉산더에 의해 1860년에 설립된 예술학교로 거슬러 올라간다. 1910년 6월 3일에 이 학교는 대학으로 바뀌고 1996년에는 지금의 이름을 갖게 되었다. 예술과 공학 분야에 특성화되어 있으며 약 4000명의 학생들이 공부하고 있다. 현재 바이마르 대학교는 에어푸르트 대학교, 예나 프리드리히 실러 대학교, 일메나우 공과대학교와 함께 튀링겐 주의 4 대학교의 하나이다.